# Kalavryta
Kalavryta (griechisch Καλάβρυτα [kaˈlavrita] (n. pl.), auch Kalavrita) ist eine Kleinstadt mit rund 2000 Einwohnern im Norden der Halbinsel Peloponnes. Gleichzeitig ist Kalavryta eine Gemeinde in der Region Westgriechenland, die durch Eingemeindungen vor allem in den Jahren 1997 und 2010 auf rund 11.000 Einwohner angewachsen ist. Sie ist deckungsgleich mit der Provinz Kalavryta, die von 1833 bis 1997 bestand.
Kalavryta erlangte als legendärer Ort des Beginns der Griechischen Revolution und aufgrund eines Massakers der deutschen Wehrmacht vom 13. Dezember 1943 Bekanntheit.

## Geographie
Der Ort liegt im fruchtbaren Hochtal des zum Golf von Korinth entwässernden Flusses Vouraikos am südlichen Hang in etwa 740 m Höhe, westlich flankiert vom Gebirgsmassiv des Erymanthos, 2221 m. Östlich dominiert, in großer Nähe, das Gebirgsmassiv des Aroania, 2338 m.
In dieser Gebirgslandschaft kommt es zwischen Dezember und April zu reichlichen Niederschlägen. Der Fluss führt daher das ganze Jahr über Wasser, obwohl diese Landschaft, wie fast der ganze Peloponnes, durch Karstphänomene und sehr regenarme Sommer geprägt ist.
Nach Klima, Gebirgslage und Verkehrsanbindungen gehört Kalavryta wie der Großteil des inneren Peloponnes zu den durch Strukturschwächen und Landflucht geprägten Städten und Dörfern. In der Region wurde daher der Tourismus, heute auch Agro-Tourismus, gefördert.

## Verkehr
Die wichtigste Straßenanbindung nach Diakopto an der Nordküste (ca. 40 km) gehört auch nach den 2005 erfolgten Ausbaumaßnahmen zur Kategorie der kurvenreichen „Landstraßen mit lokaler Bedeutung“. Die weiteren Verbindungen nach Nordwesten (Patras, 75 km) und Südosten (Tripoli, 90 km) bleiben ebenfalls kurvenreiche Trassen durch Gebirgslandschaft. Die Straße nach Egio ist als Ethniki Odos 31 und somit als Nationalstraße ausgewiesen. Die Bahnstrecke Diakopto–Kalavryta, eine 1885 gebaute Schmalspur- und Zahnradbahn mit der Spurweite 750 mm, hat Bedeutung für den touristischen Verkehr und ist durch die Beschaffung neuer Triebfahrzeuge im Bestand gesichert.
Der Ort ist von Athen über Straßen oder per Bahn erreichbar. Seit Eröffnung der Bahnverbindung vom Flughafen Athen nach Kiato mit Direktanschluss an die Neubaustrecke Kiato-Diakopto-Aigio ist Kalavryta per Bahn schneller als per Straße zu erreichen.

## Tourismus
Der Ort ist ein Häuser- und Straßenensemble mit einer baumbestandenen Platia, mehreren Hotels, einem Museum und einer nationalen Gedenkstätte. Wirtschaftliche Einnahmequelle ist der überwiegend innergriechische Tourismus. Wanderungen sind durch das Vouraikos-Hochtal und durch die Schlucht entlang der Bahntrasse möglich.
Kalavryta liegt auch am Europäischen Fernwanderweg E4.

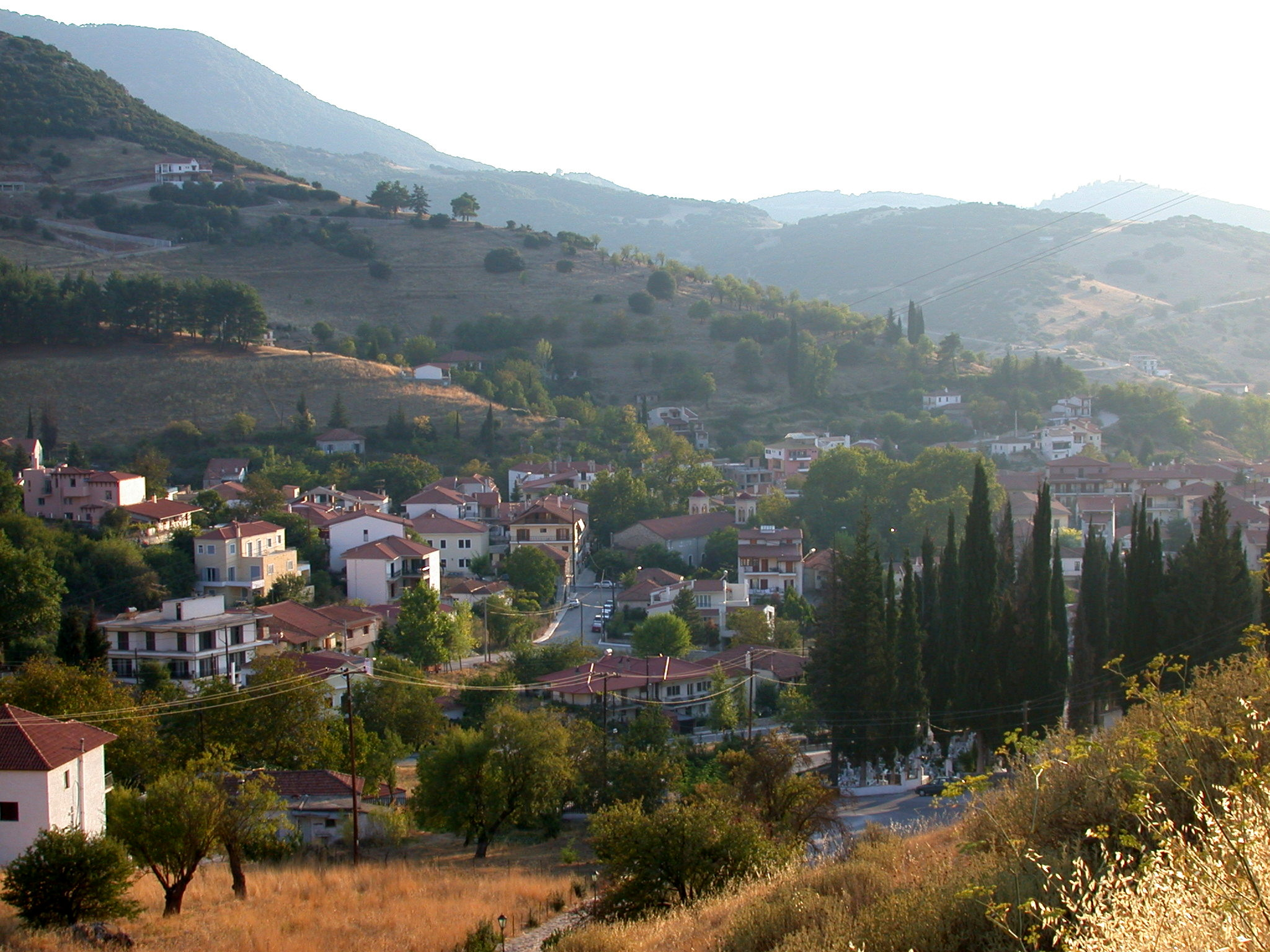
Blick auf Kalavryta, Oberstadt
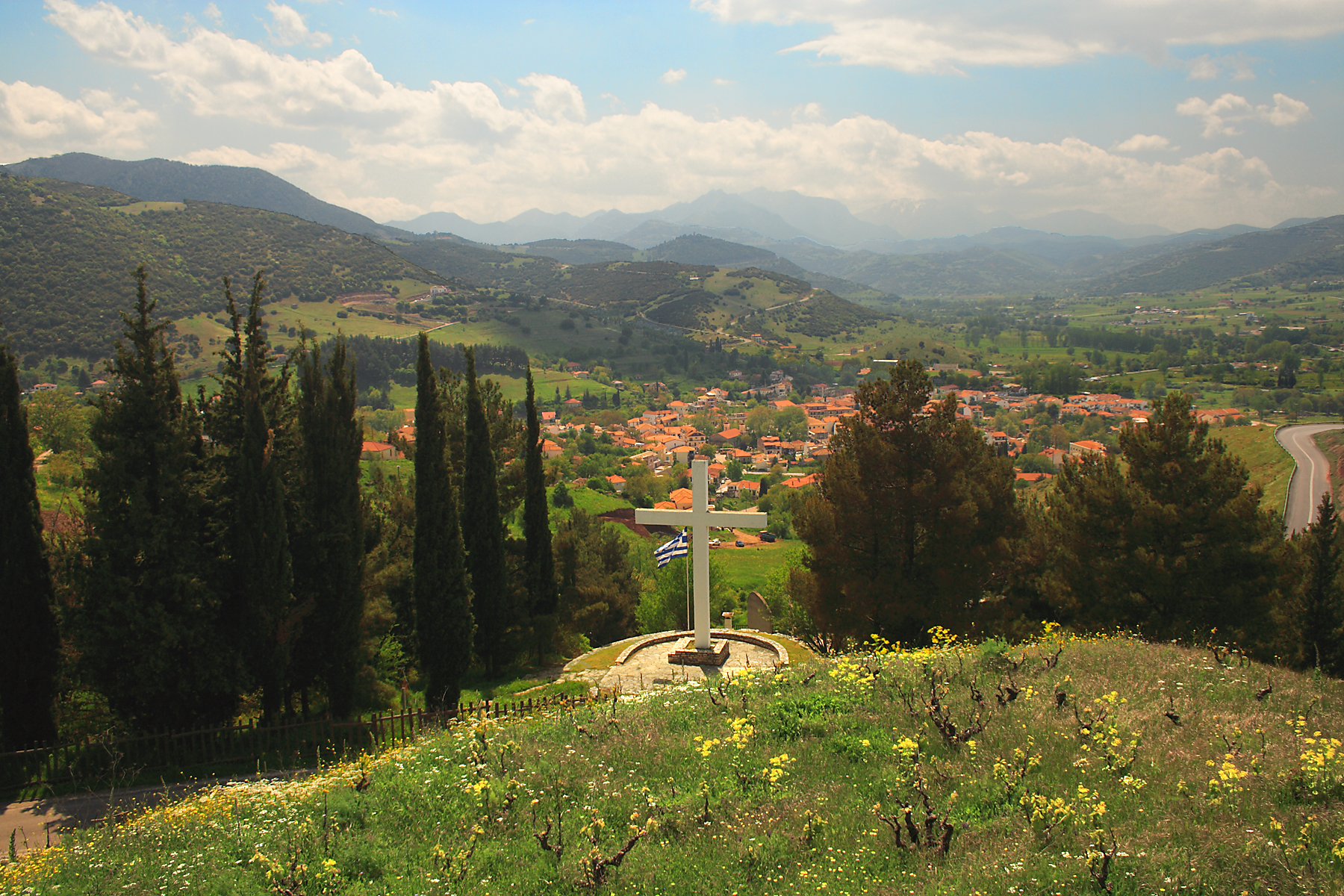
Panorama von Kalavryta mit Flussebene und Erymanthos-Bergen
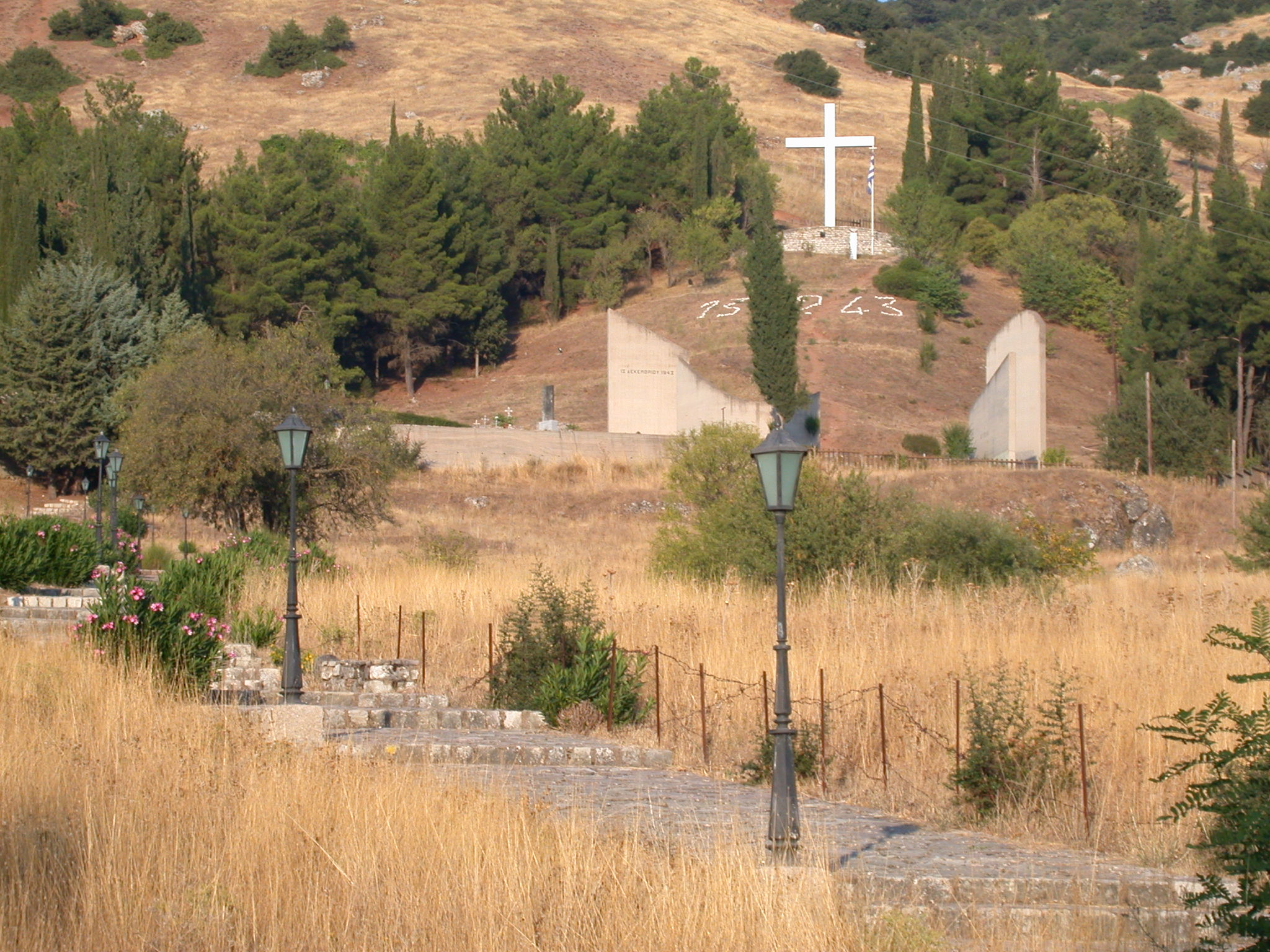
Mahnmal zum Massaker des 13. Dezember 1943
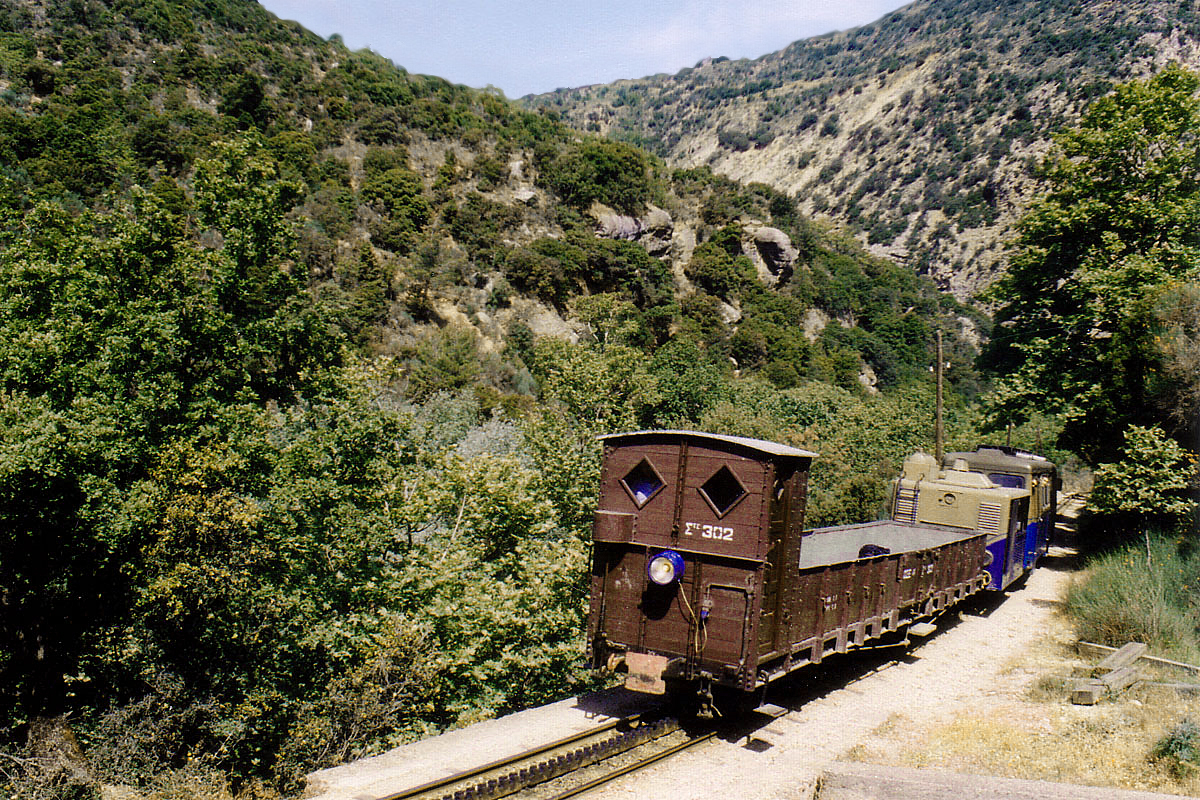
Vouraikos-Schlucht. In Wassernähe Bäume, sonst Macchie-Vegetation
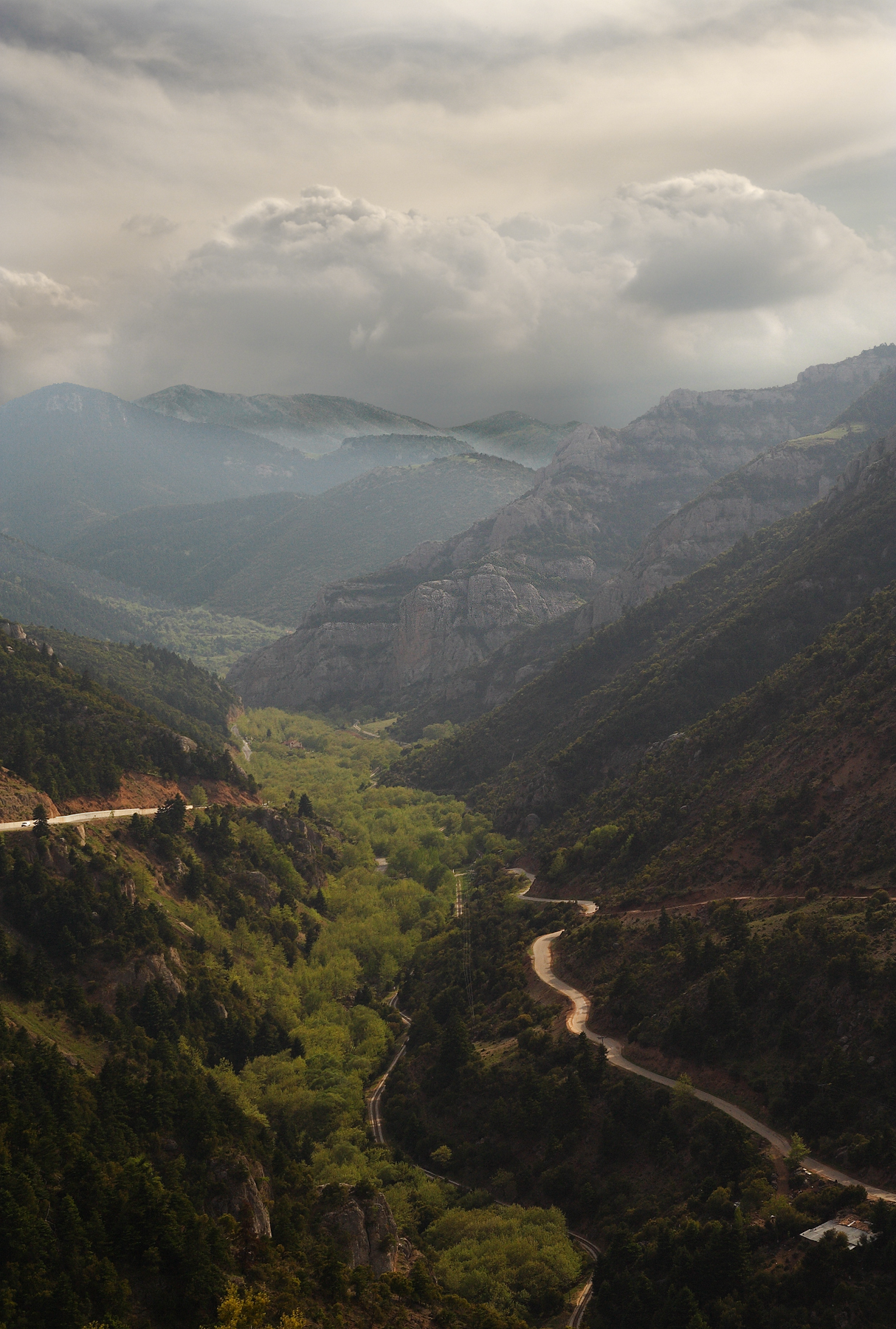
Vouraikos-Schlucht, aufwärts. Ganzjähriges Gewässer. Trasse der Zahnradbahn
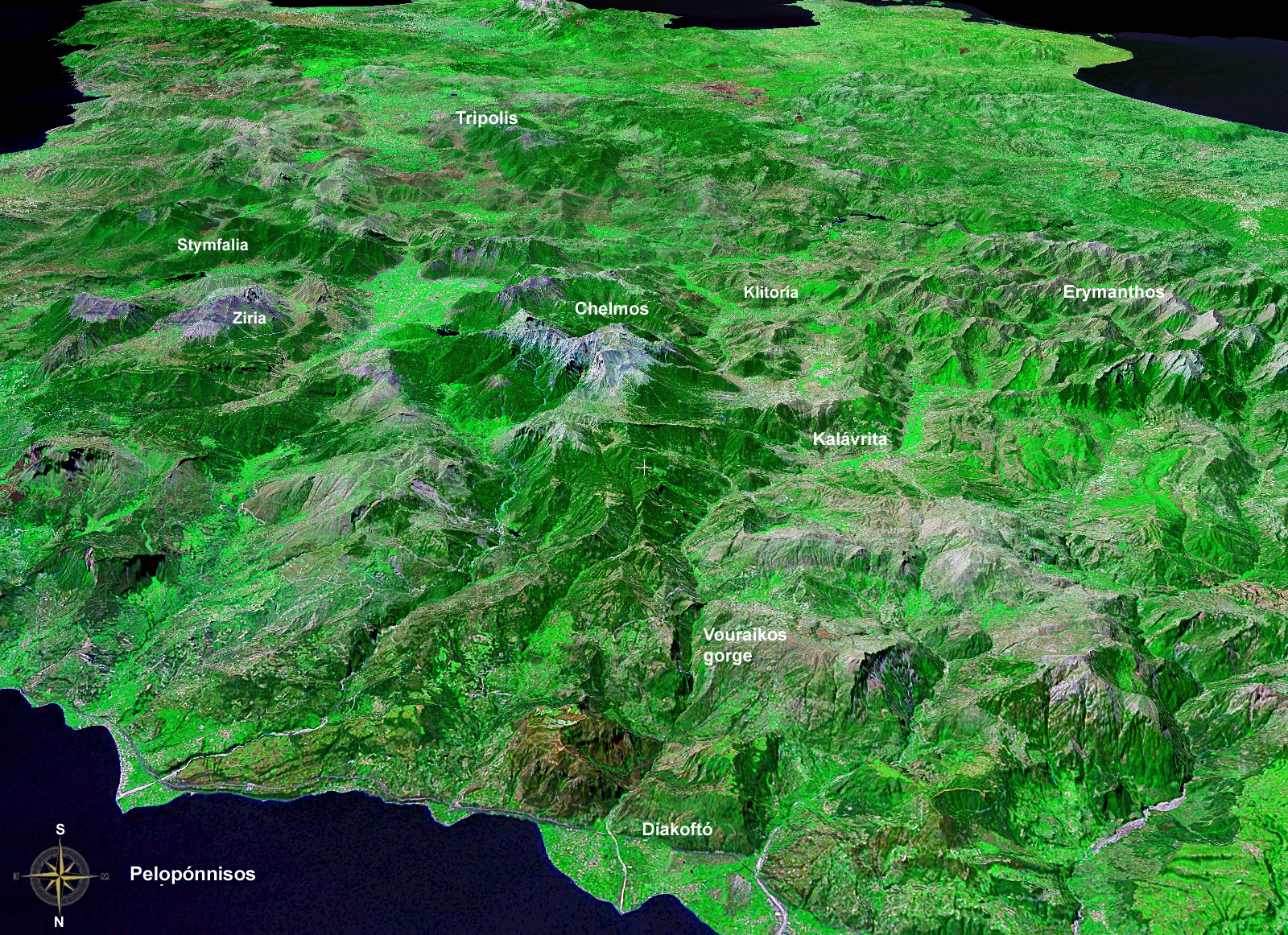

- Peloponnes n==>s, Kalavryta zwischen Hochtal und Schlucht. WorldWind (20 km)
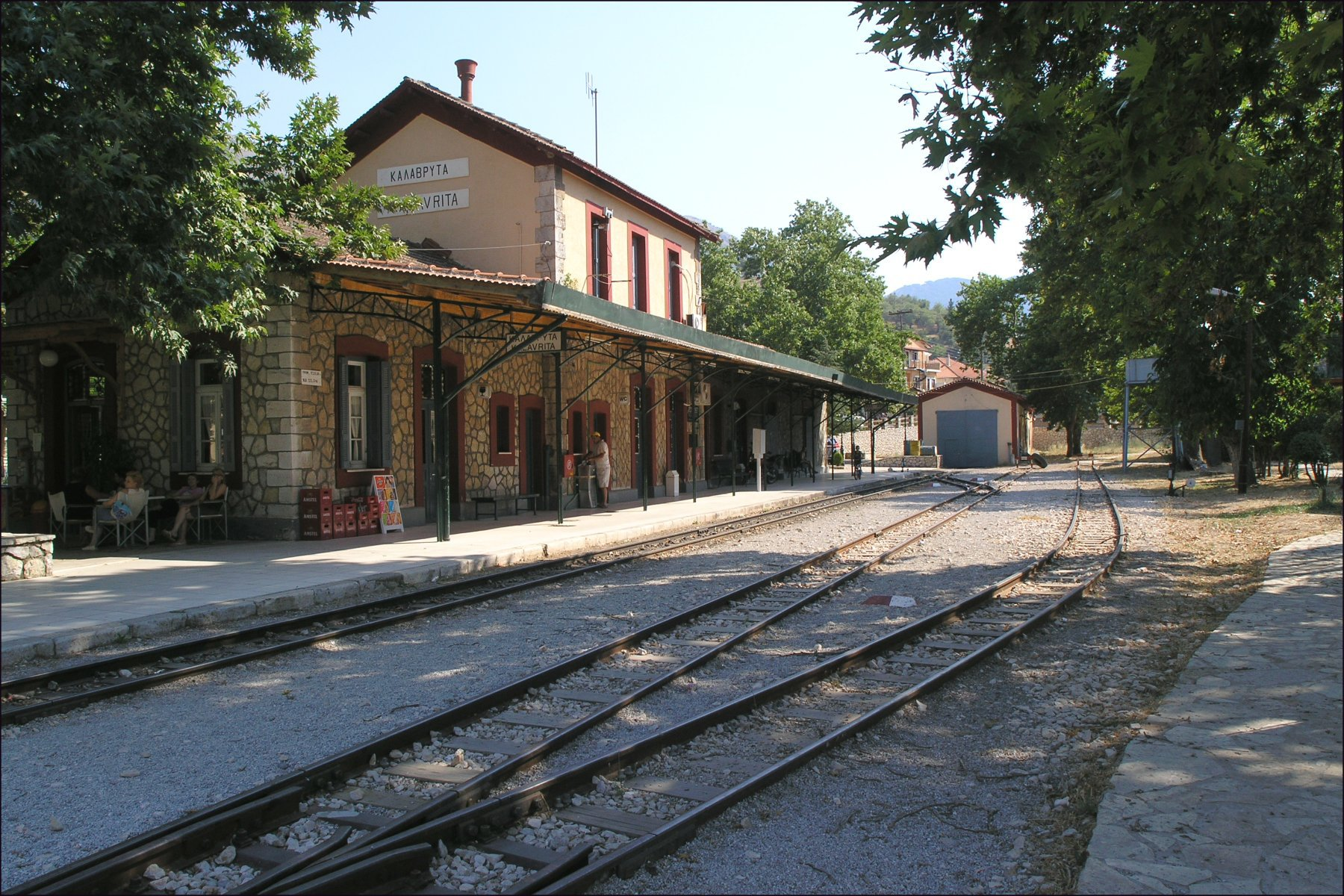
Der Bahnhof Kalavryta

## Geschichte
Der Ort Kalavryta ist besonders durch zwei geschichtliche Ereignisse bekannt.

### Kloster Agia Lavra
Am 25. März 1821 segnete der Metropolit (Bischof) Germanos von Patras im nahegelegenen Kloster Agia Lavra die Fahne der Befreiungskämpfer. Seitdem ist das Kloster ein Nationalheiligtum und der 25. März inzwischen Nationalfeiertag.

### Massaker von Kalavryta
Während der deutschen Besetzung Griechenlands im Zweiten Weltkrieg nahmen Partisanen der Griechischen Volksbefreiungsarmee ELAS Mitte Oktober 1943 81 deutsche Soldaten der Schober-Kompanie in der Schlacht von Kerpini (16. bis 17. Oktober 1943), nahe Kalávryta, gefangen, nachdem diese sich ergeben hatten. Der schwer verwundete Gefreite Olschefski wurde aufopferungsvoll von der Familie eines Arztes aus Kerpini versorgt und mit der Zahnradbahn ins Tal gefahren. Die erste Nacht in Gefangenschaft verbrachten die deutschen Gefangenen im Gebäude der Grundschule von Kalavryta, das heute das Museum des Holocaust der Stadt Kalavryta beherbergt. Drei verwundete Soldaten wurden in der Nacht im Krankenhaus versorgt. Als die Gefangenen am nächsten Morgen nach Mazeika verlegt werden sollten, wurden die drei Verwundeten jedoch gegen den Widerstand des Krankenhauspersonals, des Schulinspektors Papavassiliou, des ELAS-Kapetanios Kolokotronis und anderer Würdenträger den Angehörigen von Konstantinos Pavlopoulos übergeben. Der 18-Jährige Pavlopoulos aus dem Nachbardorf Soudena war am 1. September 1943 von deutschen Soldaten in Kalavryta öffentlich erhängt worden. Die drei verwundeten Soldaten wurden am 18. Oktober 1943 von zwei Männern aus Soudena umgebracht und am 19. Oktober in einem Wasserloch südlich von Kalavryta gefunden. Sie wurden vom Priester Fefes in Kalavryta unter Beteiligung der Einwohnerschaft auf dem Friedhof beerdigt.
Die Partisanen hatten im Raum Kalavryta eine starke Position, obwohl die überwiegend konservativ eingestellte Bevölkerung ihnen gegenüber als distanziert galt. Es wurden Verhandlungen geführt, aber es ist aus den zahlreich vorhandenen Dokumenten der Wehrmacht nicht feststellbar, ob die Forderung der Partisanen nach Austausch der gefangenen Soldaten gegen 3900 griechische Geiseln ernsthaft erwogen wurde. Ende November erging der Befehl für das bereits im Oktober geplante „Unternehmen Kalawrita“ (Vernichtung der „Banden“ – meint: Partisanen – und für eine Vergeltungsaktion). Dieses „Unternehmen Kalawrita“ begann offiziell am 5. Dezember 1943 und hatte zum Ziel, die Partisanen einzukesseln und nahe Kalavryta zu schlagen sowie die in Kriegsgefangenschaft befindlichen Soldaten zu befreien. Am 5. Dezember ging die Gruppe unter dem Hauptmann Karl Kockert gegen die Ortschaft Dara vor und ließ dort „auf fliehende Zivilisten (…) das Feuer eröffnen“. Die motorisierte Gruppe unter Hauptmann Albert Gnass erreichte am gleichen Tag Pagkrati, wo sie vom Hang aus angegriffen wurde. Nach einem kurzen Gefecht wurde das Feuer eingestellt. Die deutschen Soldaten zählten einen Toten und einen Leichtverletzten auf ihrer Seite, während acht tote Partisanen gefunden wurden. Danach besetzten sowohl die Gruppe Kockert als auch die Gruppe Gnass Pagkrati und brannten es nach der Befragung der Dorfbevölkerung nieder. Zudem erschossen sie sieben Bauern, die sie zuvor in Dara bei der Feldarbeit festgenommen hatten.
Nachdem die beteiligten Gruppen der Wehrmacht in den Tagen zuvor bereits viele Ortschaften im Einsatzgebiet und das Kloster Omblou durchsucht und die Ortschaft Pagkrati sowie das Kloster verbrannt hatten, stellte Generalmajor Karl von Le Suire am 7. Dezember fest, dass es den Kampfgruppen nicht gelungen war, die Partisanen zum Gefecht zu stellen. Wegen dieser Einschätzung wurden noch am selben Tag die Unternehmen „Stieglitz“ und „Büffel“ befohlen, mit denen ein Ausweichen der Partisanen nach Osten und Südwesten verhindert werden sollte. Demnach waren nun 3.000 Soldaten aus allen Stationierungsräumen der Nordpeloponnes an der Militäroperation beteiligt.
Am 5. Dezember befanden sich die deutschen Gefangenen in Mazeika (heute Kleitoria). Sobald die Nachrichten über die herannahenden deutschen Truppen, die Erschießung der Bauern, das Gefecht bei Pagkrati und das Niederbrennen der Ortschaft eintrafen, zogen die Partisanen die Gefangenen zusammen und verließen überstürzt den Ort, wobei sie einen Gefangenen vergaßen. Die Gefangenen wurden über Planiterou nach Mazi gebracht, von wo sie am Nachmittag des 7. Dezembers in kleinen Gruppen auf einen oberhalb von Mazi gelegenen Hang geführt wurden. Hier wurden die 75 Soldaten, die sich noch bei den Partisanen befanden, erschossen. Zwei von ihnen überlebten die Hinrichtung. Bis heute ist kontrovers umstritten, wer bei den Partisanen den Befehl zu dieser Hinrichtung der Gefangenen gegeben hatte. Einer der beiden Überlebenden traf am 8. Dezember auf eine deutsche Radfahrschwadron, die die Gefangenen suchte, und informierte sie über die Hinrichtung. Daraufhin wurde Karl von Le Suire informiert, der dem Kampfgruppenkommandeur des „Unternehmens Kalawrita“, Oberstleutnant Julius Wölfinger, „als sofortige Sühnemaßnahme Erschießung der männlichen Bevölkerung und Niederbrennen der Ortschaften“ befahl. Am 11. Dezember fand ein Suchtrupp die Leichen der Gefangenen.
Nachdem Wölfinger auf Weisung Le Suires den Befehl verschärft hatte, begann die Kampfgruppe Ebersberger bereits am Nachmittag des 8. Dezembers damit, weitere Dörfer in Brand zu stecken und die männlichen Zivilisten zu töten.
Am frühen Morgen des 9. Dezember erreichte die 117. Jägerdivision (deren Angehörige zu 80 % Österreicher waren) Kalavryta, wo sie nach Errichtung einer Kommandantur neben der Kirche alle Einwohner versammelte und eine Ausgangssperre nach 16:00 Uhr verhängte. Zudem wurde das Hotel Chelmos von den Deutschen ausgeraubt und daraufhin mit der Begründung, es habe Partisanen beherbergt, niedergebrannt. Das Gleiche passierte auch mit Häusern von Familien, deren Familienmitglieder der Mitgliedschaft bei den Partisanen beschuldigt wurden. Vor dem Sonnenaufgang des 13. Dezembers wurden dann alle Frauen, Männer und Kinder in Kalavryta durch laute Kirchturmglocken aufgeweckt und ihnen wurde befohlen, sich mit einer Decke und Verpflegung für einen Tag vor der Grundschule zu versammeln. Im Korridor der Schule trennten die Deutschen die Frauen, Kinder und sechs Greise von den Männern, wobei auch dreizehnjährige Jungen als Männer gesehen wurden. Die Männer wurden daraufhin aus dem Gebäude zu einem Hügel außerhalb des Ortes geführt. Die Stadt wurde von den Deutschen ausgeraubt und danach in Brand gesteckt. Das Feuer erreichte auch schnell die Schule, in der immer noch die Frauen und Kinder eingesperrt waren. Chaos brach aus, die Menschen in der Schule schafften es aber, durch Fenster und Türen aus dem überfüllten Gebäude zu fliehen. Die Männer harrten auf dem Hügel neben der Stadt mehrere Stunden unter Bewachung der Soldaten aus, während sie die Stadt niederbrennen sahen. Zwei Leuchtkugeln, die vom Marktplatz in die Luft geschossen wurden, gaben das Zeichen für die Exekution, die daraufhin von den Soldaten begonnen wurde. Nachdem einige Salven aus Maschinengewehren auf die Gruppe gefeuert wurden, beobachteten die Deutschen die am Boden liegenden Personen und schossen mit Maschinenpistolen auf die Menschen, die noch Lebenszeichen zeigten. Am Tag darauf brachten die Frauen und Kinder die Leichen vom Ort der Exekution zum Friedhof, um sie zu beerdigen. Zum Tragen der Körper nutzten sie die Decken, die alle bei sich trugen. Die Stadt wurde zu einem Großteil durch das Feuer zerstört.
Am Tag darauf zerstörten die Deutschen noch das Nationalheiligtum und Kloster Agia Lavra und töteten dort acht Mönche. Zudem wurden weitere Ortschaften (Valta, Skepasto, Plataniostissa, Fteri) zerstört. Insgesamt ist laut dem Historiker Hermann Frank Meyer von einer Gesamtzahl der Opfer von 676 erschossenen Griechen auszugehen.

„Kampfgruppenführer Ebersberger meldete 674 Erschossene. In der Abschlussmeldung an das General-Kommando des LXVIII. Armeekorps ist von 695 erschossenen Griechen im Verlauf des gesamten ‚Unternehmens Kalavryta‘ die Rede. […] die Griechen gehen ihrerseits bis heute von einer wesentlich höheren Zahl von Toten aus“

Der mit der Wehrmacht kollaborierende griechische Ministerpräsident Ioannis Rallis schrieb in einem im Ton devoten Brief an den Militärbefehlshaber Griechenlands, General Wilhelm Speidel, sechs Tage nach dem Massaker:

„Gestern erhielt ich Nachrichten, nach denen fast die gesamte männliche Bevölkerung der Stadt Kalavryta Massenhinrichtungen […] zum Opfer fielen. Wenn meine Informationen richtig sind, betrugen die Opfer der Massenhinrichtung mehr als 650.“

#### Gedenken

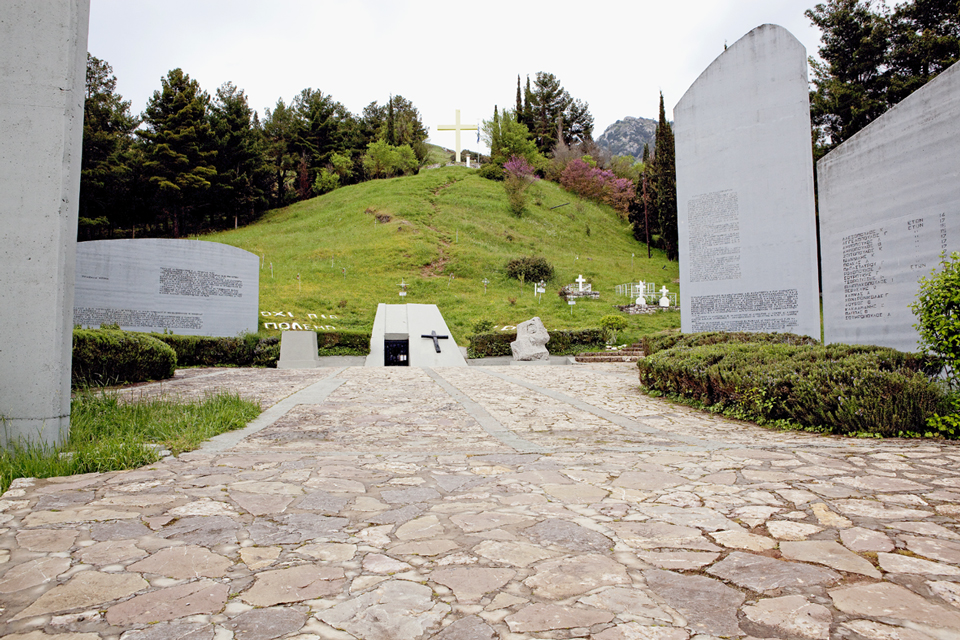
Mahnmal in Kalavryta

1956 besuchten 33 griechische Kriegs-Waisen aus Kalavryta Bundeskanzler Konrad Adenauer im Palais Schaumburg. Als kompensatorische Maßnahme erhielten sie eine Berufsausbildung in Deutschland. Oberhalb des Ortes wurde damals eine Gedenkstätte errichtet. In hohe Betonwände sind die Namen aller Ermordeten eingegossen und es wurde ein fünf Meter hohes weißes Kreuz errichtet, das von jeder Position des Tals und des Ortes aus sichtbar ist. In der Mitte der Anlage steht als Betonskulptur eine trauernde Mutter. Das Gelände zeigt in großen weißen Steinlettern die Inschriften „ΟΧΙ ΠΙΑ ΠΟΛΕΜΟΙ“ (OCHI PIA POLEMI, „Nie wieder Kriege“) und „ΕΙΡΗΝΗ“ (IRINI, „Frieden“).
Auf dem Ziffernblatt der Turmuhr der Kirche sind seit dem Massaker die Zeiger auf 13:34 Uhr stehengeblieben. In den Räumen der alten Grundschule befindet sich jetzt das Museum „Haus unserer Helden“. Jedes Jahr am 13. Dezember versammeln sich die Einwohner Kalavrytas unterhalb des Kreuzes. Der 477 Opfer wird durch das Verlesen ihrer Namen gedacht.
Am 4. April 2000 besuchte der deutsche Bundespräsident Johannes Rau Kalavryta und legte am Mahnmal einen Kranz nieder.

#### Ermittlungen
Wegen deutscher Kriegsverbrechen in Griechenland wurden nach 1945 in Deutschland über 200 Ermittlungsverfahren eingeleitet, von denen allerdings nur eines zur Anklage in einem Hauptverfahren führte. Es richtete sich gegen einen Hauptmann S. und fand 1951 vor dem Landgericht Augsburg statt. Der Jurist Norman Paech schrieb 2000:
„Trotz Hunderten von Ermittlungsverfahren wurde wegen Kriegsverbrechen in Griechenland nur ein Hauptverfahren vor dem Landgericht Augsburg eröffnet. Es ging um die Erschießung von sechs Zivilisten auf Kreta. Das Gericht übernahm den Standpunkt der Wehrmacht, (…), so qualifizierte das Landgericht diese Hinrichtungen als ‚völkerrechtliche Notwehr‘ und sprach den angeklagten Hauptmann frei ... Alle Bundesregierungen einschließlich der jetzigen haben sich bisher geweigert, mit der griechischen Regierung in Verhandlungen über die ungelöste Frage der Entschädigung für die Opfer der damaligen Massaker einzutreten.“
In Griechenland wurden Klagen von Angehörigen der Opfer auf Wiedergutmachung von Gerichten mit Verweis auf die Staatenimmunität – kein Land kann vor einem Gericht eines anderen Staates verklagt werden – abgewiesen. Am 15. Februar 2007 wies auch der Europäische Gerichtshof (EUGH) in Luxemburg Schadensersatzansprüche an Deutschland wegen des Massakers ab. Die Kläger hatten versucht, ihre Ansprüche juristisch auf ein EU-internes Übereinkommen über die Zuständigkeit und Vollstreckung gerichtlicher Entscheidungen aus dem Jahre 1968 zu stützen; dieses sah der EUGH in seinem Urteil für diesen Fall aber als nicht anwendbar. Im ähnlich gelagerten Fall um das Massaker von Distomo hat der Internationale Gerichtshof 2012 in einem Grundsatzurteil entschieden, dass Privatpersonen gegen einen Staat wegen des Grundsatzes Par in parem non habet imperium (Staatenimmunität) nicht klagen dürfen.

## Persönlichkeiten
- Thrasivoulos Zaimis (1822–1880), griechischer Politiker und Ministerpräsident Griechenland (1869 bis 1870 und 1871 bis 1872)
- Andronikos Dimitrakopoulos (1826–1872), ein in Sachsen lebender griechisch-orthodoxer Theologe und Byzantinist